# Giovanni Cenzato
Giovanni Cenzato (Milano, 1885 – Santa Margherita Ligure, 1974) è stato un giornalista, scrittore e commediografo italiano.

## Biografia
Scrisse per molti anni sul Corriere della Sera. Fu inoltre autore di libri di viaggio, contraddistinti da una vena di malinconia, e di numerose commedie, sia in lingua italiana che in dialetto veneziano. Da sue opere teatrali sono tratti i film Ho perduto mio marito (1937) e Il ladro sono io! (1940).